# Viestards
Viestards (també Viesthard, Vesthardus, Viesturs) va ser un dels cabdills més notables dels semigalians, un dels clans bàltics del segle xiii, algunes vegades esmentat com a rei de Semigalia on tenia la seva capital a Tērvete. Durant les primeres dècades del segle xiii va ser aliat dels Germans Livonians de l'Espasa, per tal d'unir les diferents faccions semigalianes hostils a la unitat d'un estat únic i lluitar contra els lituans que havien atacat Semigàlia en diverses ocasions. El 1205, les forces unides dels croats i nadius semigalians van derrotar els lituans i van matar el seu líder, el duc Žvelgaitis.
Però quan els croats alemanys van trencar el tractat de pau i van atacar la fortalesa semigaliana a Mežotne, Viestards es va convertir en un aferrissat enemic dels Germans Livonians, va forjar una aliança amb els samogitis i junts van lluitar contra l'amenaça exterior. Viestards va morir el 1230, però els semigalians no van ser conquerits fins principis del segle xiv. El 1236 l'aliança de pobles bàltics va comportar la quasi anihilació de l'orde dels croats en la batalla de Saule.
Viestards mai no va acceptar el cristianisme, encara que va permetre l'entrada d'un sol monjo com a predicador en el seu territori.
El 1938, s'estableix l'Orde de Viesturs (Viestura Ordenis, llatí: Vesthardus Rex) per commemorar l'esperit d'independència de l'antic poble letó.